# Eleonore Stump
Eleonore Stump (* 1947) ist eine US-amerikanische und katholische Philosophin und Philosophiehistorikerin, die u. a. bekannt ist für ihre Arbeiten zur Religionsphilosophie und Metaphysik, zu Thomas von Aquin, Boethius und verschiedenen Themen der systematischen Philosophie. Besonders zu christlichen Autoren der Philosophiegeschichte hat sie weitere Schriften verfasst.

## Leben
Eleonore Stump erwarb 1969 einen altphilologischen Bachelor-Abschluss am Grinnell College (Iowa) und 1971 einen Master in neutestamentlichen Bibelwissenschaften an der Harvard University, 1975 promovierte sie in Mediävistik und mittelalterlicher Philosophie an der Cornell University und lehrte dann am Oberlin College, an der Virginia Tech und der University of Notre Dame. Seit 1992 hat sie die Robert J. Henle Professur für Philosophie an der Saint Louis University inne. 2008 war sie Merton Fellow der Columbia University, 2009 Stewart Fellow der Princeton University.
Sie ist Hauptherausgeberin der Yale Library of Medieval Philosophy, war Sektions-Herausgeberin für Religionsphilosophie der Routledge Encyclopedia of Philosophy und erhielt zahlreiche Preise und Forschungsförderungen. Sie war Präsidentin der Society of Christian Philosophers und der American Catholic Philosophical Association, von 2004 bis 2005 Vizepräsidentin der Central Division der American Philosophical Association und von 2005 bis 2006 Präsidentin derselben. 2003 hielt sie die Gifford Lectures an der University of Aberdeen, im akademischen Jahr 2005–2006 die Wilde Lectures an der Universität Oxford. Seit 1999 ist sie auswärtiges Mitglied der Finnischen Akademie der Wissenschaften. 2012 wurde sie in die American Academy of Arts and Sciences gewählt. Sie hat zahlreiche Textsammlungen und Fachbücher herausgegeben, verfasste mehrere Monographien und eine große Zahl von Fachaufsätzen.

## Werke (Auswahl)
- Wandering in Darkness: Narrative and the Problem of Suffering. Oxford: Oxford University Press, 2010.
- "Religion, philosophy of", in: E. Craig (Hg.), Routledge Encyclopedia of Philosophy. London: Routledge.
- Oxford Handbook on Thomas Aquinas, hg. mit Brian Davies, Oxford: Oxford University Press 2010.
- Boethius's De topicis differentiis, Ithaca: Cornell University Press 1978 / 2. A. 1989.
- Cambridge History of Later Medieval Philosophy, hg. mit Norman Kretzmann, Anthony Kenny, Jan Pinborg, Cambridge: Cambridge University Press 1982.
- Mit-Hrsg.: Hamartia: The Concept of Error in the Western Tradition:  Essays in Honor of John Crosset, Edwin Mellen Press 1983.
- Mit-Hrsg.: Simon of Faversham's Quaestiones super librum elenchorum, Pontifical Institute Press 1984.
- Boethius's In Ciceronis Topica, Ithaca: Cornell University Press 1988.
- The Cambridge Translations of Medieval Philosophical Texts,  Bd. 1, hg. mit Norman Kretzmann, Cambridge: Cambridge University Press 1988.
- Dialectic and Its Place in the Development of Medieval Logic (Aufsatzsammlung), Ithaca: Cornell University Press 1989.
- Hermes and Athena: Biblical Exegesis and Philosophical Theology, hg. mit Thomas Flint, South Bend: University of Notre Dame Press 1993.
- The Cambridge Companion to Aquinas, hg. mit Norman Kretzmann, Cambridge: Cambridge University Press 1993.
- Hg.: Reasoned Faith, Ithaca: Cornell University Press 1993.
- Philosophy of Religion: The Big Questions, hg. mit Michael Murray, Blackwell 1999.
- Aquinas's Moral Theory: Essays in Honor of Norman Kretzmann, hg. mit Scott MacDonald, Ithaca: Cornell University Press 1999.
- The Cambridge Companion to Augustine, hg. mit Norman Kretzmann, Cambridge: Cambridge University Press 2001 / 2. A. 2002.